# 조성명
조성명(趙成明, 1957년 1월 3일~)은 대한민국의 정치인이다. 재선 강남구의원을 지냈으며, 제22대 강남구청장이다.

## 학력
- 수도전기공업고등학교 졸업
- 호서대학교 학사
- 연세대학교 대학원 행정학 석사
- 단국대학교 대학원 행정학 박사

## 경력
- (주)대농그린마트 대표이사
- 2002.07 ~ 2006.06: 제4대 서울특별시 강남구의회 의원(민선 3기, 서울 강남구 역삼2동 선거구, 무소속, 초선)
- 한나라당 서울특별시 지부 강남구 갑 지구당 자문위원
- 2006.05: 제4회 전국동시지방선거 한나라당 오세훈 서울특별시장 후보 선거대책위원
- 한나라당 중안위원회 행정자치분과 상임위원
- 2009.03 ~ 2010.07: 호원대학교 외식산업경영학과 위탁겸임교원
- 2010.07 ~ 2014.06: 제6대 서울특별시 강남구의회 의원(민선 5기, 서울 강남구 라 선거구, 한나라당→새누리당, 재선)
  - 2010.07 ~ 2012.06: 제6대 서울특별시 강남구의회 전반기 의장
- 2014.12 ~ 2017.08: 단국대학교 행정법무대학원 초빙교수
- 2022.02 ~ 2022.03: 제20대 대통령 선거 국민의힘 윤석열 대통령 후보 중앙선거대책본부 대외협력본부장
- 2022.03 ~ 2022.05: 제20대 대통령직인수위원회 사회복지문화분과위원회 자문위원
- 2022.07 ~ : 제22대 서울특별시 강남구청장(민선 8기, 국민의힘, 초선)

## 역대 선거 결과
|  | 37.48% |

|  | 20.26% |

|  | 70.39% |

| 전임 정순균 | 제22대 서울특별시 강남구청장(민선) 2022년 7월 1일~ |  |